# Montesquieu-Volvestre
Montesquieu-Volvestre (okzitanisch: Montesquiu de Volvèstre) ist eine französische Kleinstadt mit 3083 Einwohnern (Stand: 1. Januar 2022) im Département Haute-Garonne in der Region Okzitanien. Sie gehört zum Arrondissement Muret und zum Kanton Auterive. Die Einwohner werden Montesquivien(ne)s genannt.

## Geografie
Montesquieu-Volvestre liegt an der Grenze zum Département Ariège, etwa 47 Kilometer südsüdwestlich von Toulouse an der Arize. Umgeben wird Montesquieu von den Nachbargemeinden Rieux-Volvestre im Nordwesten und Norden, Mailholas im Norden, Bax im Nordosten, Latour im Osten, Loubaut und La Bastide-de-Besplas im Südosten, Thouars-sur-Arize, Fornex und Montbrun-Bocage im Südosten und Süden, Lahitère im Süden, Gouzens und Montberaud im Südwesten sowie Saint-Christaud und Goutevernisse im Westen.
Durch die Gemeinde führen die früheren Nationalstraßen 627 (heutige D627) und 628 (heutige D628).

## Geschichte
Montesquieu-Volvestre wurde als Bastide 1238 von Raimund VII. gegründet.

### Einwohnerentwicklung
| Jahr                       | 1962 | 1968 | 1975 | 1982 | 1990 | 1999 | 2011 | 2020 |
| Einwohner                  | 1915 | 1924 | 1950 | 2088 | 2117 | 2314 | 3112 | 3109 |
| Quellen: Cassini und INSEE |      |      |      |      |      |      |      |      |

## Sehenswürdigkeiten
- Kirche Saint-Victor aus dem 13. Jahrhundert
- Schloss Palays aus dem 13. Jahrhundert

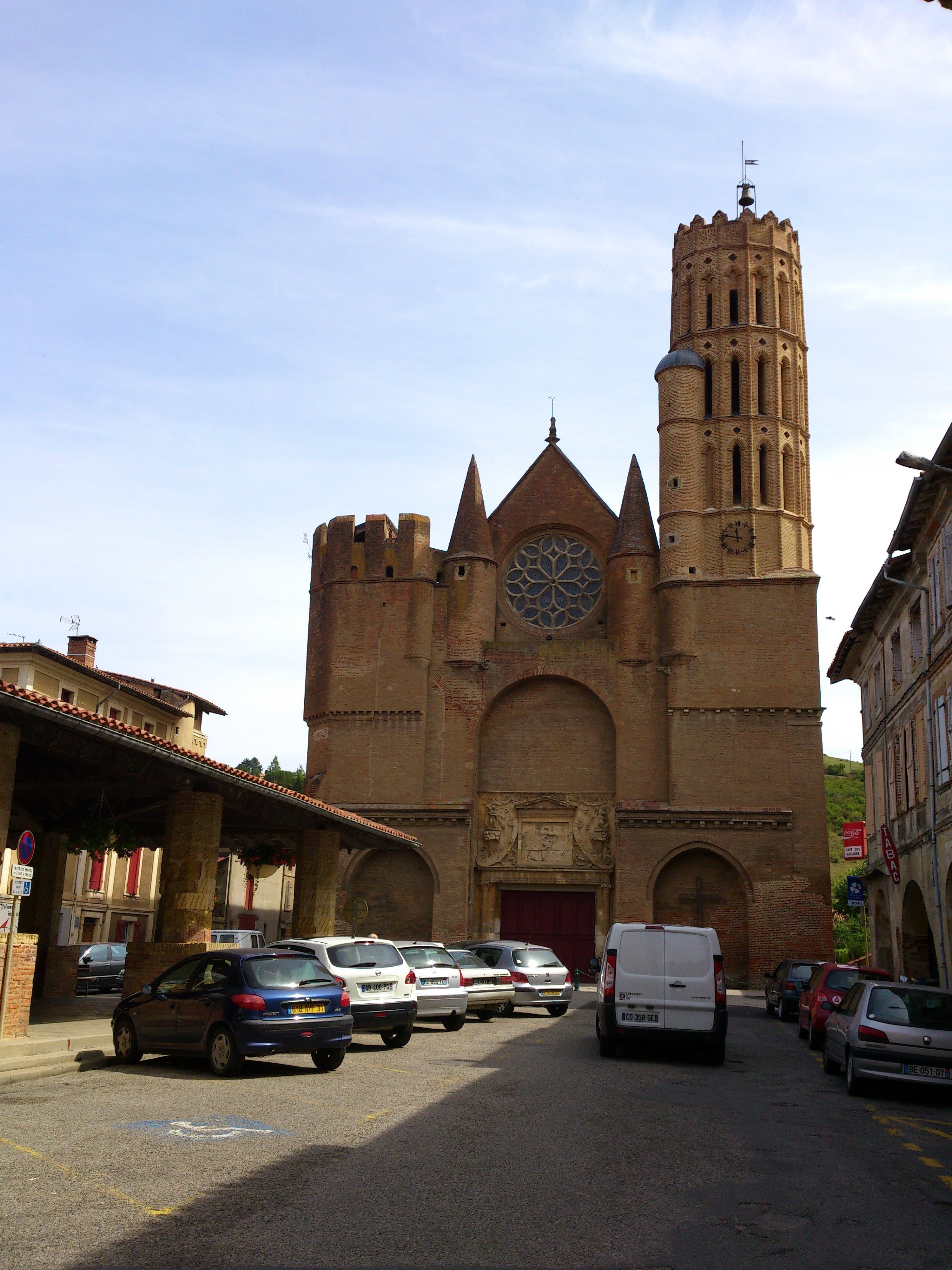
Kirche Saint-Victor

- Kalvarienberg Castéra
- Markthalle
- Mühlen am Arize

## Persönlichkeiten
- Simon de La Loubère (1643–1729), Diplomat, Ethnograph, Mathematiker, Literat und Mitglied der Académie française
- Stella Blandy (1836–1925), Schriftstellerin, Übersetzerin und Feministin